# Günther Steiner

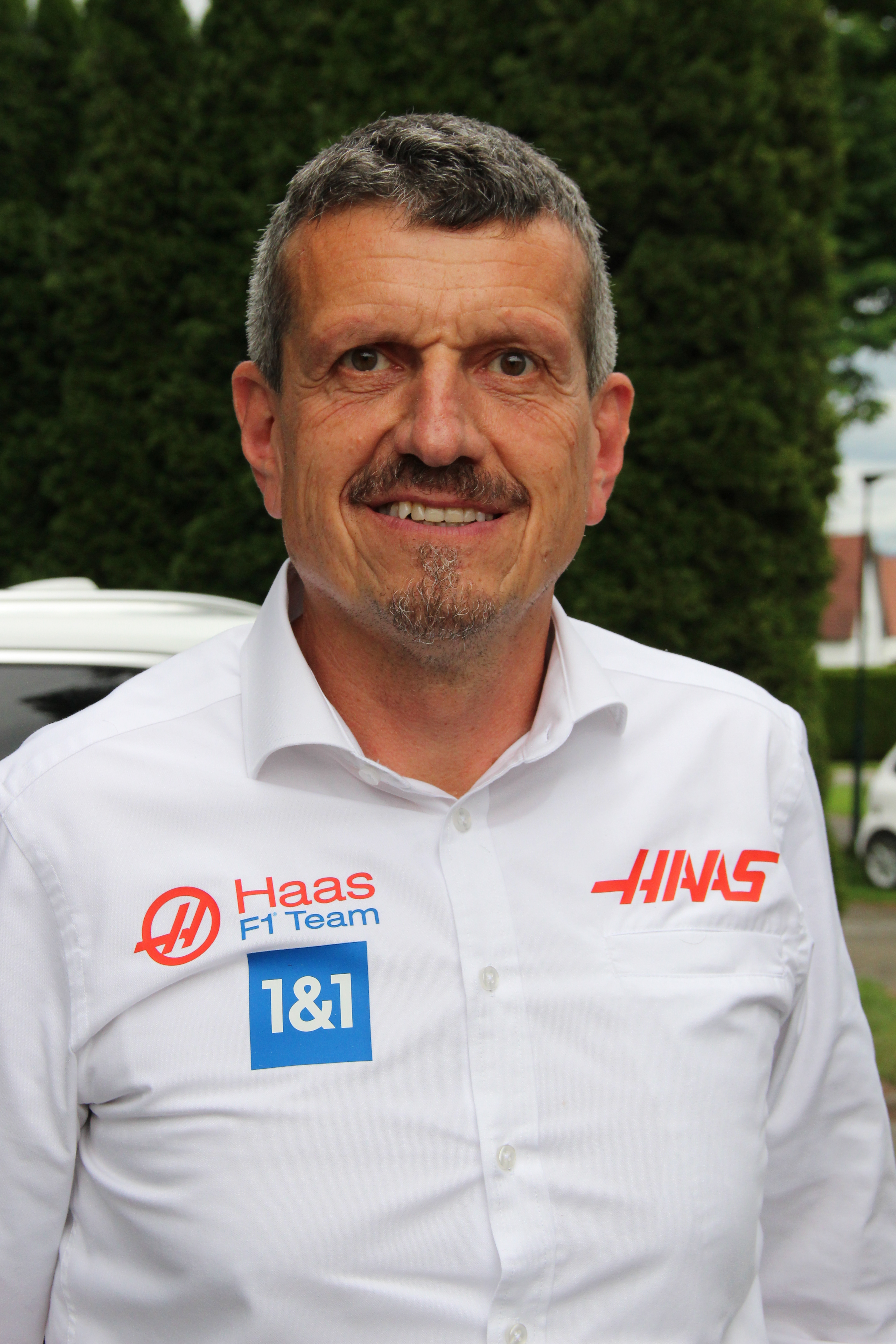
Günther Steiner 2022

Günther Steiner (* 7. April 1965 in Meran) ist ein italienischer Motorsport-Funktionär und ehemaliger Teamchef des Formel-1-Rennstalls Haas. Davor war er als Geschäftsführer und technischer Direktor unter anderem für Red Bull, Jaguar Racing, das Ford World Rallye Team und das Opel Performance Center tätig.

## Karriere
Steiner wurde in Meran als Sohn eines Metzgers geboren. Er begann Ingenieurwesen zu studieren, beendete das Studium aber nicht. Nach seinem Militärdienst zog er nach Belgien.

### Rallye-Weltmeisterschaft (1986–2001)
1986 startete er seine Karriere als Mechaniker in der Rallye-Weltmeisterschaft beim Mazda Rallye Team. Von 1989 bis 1990 arbeitete Steiner als Assistenz-Teamchef bei Top Run Srl. Zwischen 1991 und 1996 war er technischer Manager bei Jolly Club. Im Jahr 1997 leitete Steiner das Prodrive’s Allstar Rallye Team und gewann mit Krzysztof Hołowczyc die Europäische Rallye-Meisterschaft. 1998 wurde er von M-Sport als Projektmanager angeheuert. Im Jahr 2000 wurde er zum Leiter der Ingenieure im Ford World Rallye Team befördert, dort arbeitete er mit den Fahrern Colin McRae und Carlos Sainz senior.

### Jaguar (2001–2003)
Steiner wechselte im Jahr 2001 in die Formel 1, da Jaguars Teamchef Niki Lauda ihn als leitenden Direktor haben wollte. Laut Steiner fragte Lauda, „ob bei Ford talentierte Leute arbeiten“ und sie antworteten: „Da ist Günther!“ Er wurde der Verantwortliche der Ingenieure in Milton Keynes.
Steiner strukturierte das Team neu und reduzierte die Kosten. Jaguar versagte in der Saison 2002 jedoch kläglich. Daraufhin wurde Lauda am 26. November entlassen. Am 5. Dezember kündigte Jaguar an, Steiner durch David Pitchforth zu ersetzen. Das neue Management Jaguars bot Steiner zwar eine andere Tätigkeit im Team an, die er aber ablehnte. Die Saison 2003 verbrachte er unter Freistellung, bis er im November dieses Jahres Wiet Huidekoper als technischen Direktor im Opel Performance Center ersetzte.

### Red Bull (2005–2008)
Nachdem Jaguar Racing 2004 von Red Bull übernommen worden war, bot man Steiner an, dem Team beizutreten. Da Opel sich Ende 2005 von der DTM zurückziehen wollte, kehrte Steiner zum Team aus Milton Keynes zurück. Sein Job als technischer Betriebsleiter wurde am 13. Januar 2005 bestätigt.
Steiner und Teamchef Christian Horner führten das Team in der Saison 2005 zu besseren Ergebnissen, doch als Red Bull den technischen Leiter Adrian Newey von McLaren anstellte, wandte sich Teambesitzer Dietrich Mateschitz an Steiner, um ein NASCAR-Team in den USA aufzubauen. Vom 1. April 2006 bis April 2008 war er als technischer Direktor des Teams Red Bull in Mooresville im US-Bundesstaat North Carolina tätig.

### Haas F1 (2014–2024)
Nachdem Günther Steiner Red Bull verlassen hatte, blieb er in Mooresville und gründete im Januar 2009 das Unternehmen Fibreworks Composites.
Von 2014 bis 2024 war Steiner Teamchef des Haas F1 Teams. Am 10. Januar 2024 trennte sich der Rennstall nach zehn Jahren von ihm.

## Persönliches
Steiner verfügt sowohl über die italienische als auch über die US-amerikanische Staatsbürgerschaft und lebt mit seiner Frau Gertraud und Tochter Greta in Mooresville.
Im April 2023 veröffentlichte Steiner das Buch Surviving to Drive, in welchem er Einblicke in die Arbeit als Teamchef gibt.